# اسکودویله
اسکودویله (به لاتین: Skaudvilė) در لیتوانی با جمعیت ۲٬۰۸۱ نفر است که در samogitia واقع شده‌است.

## نگارخانه

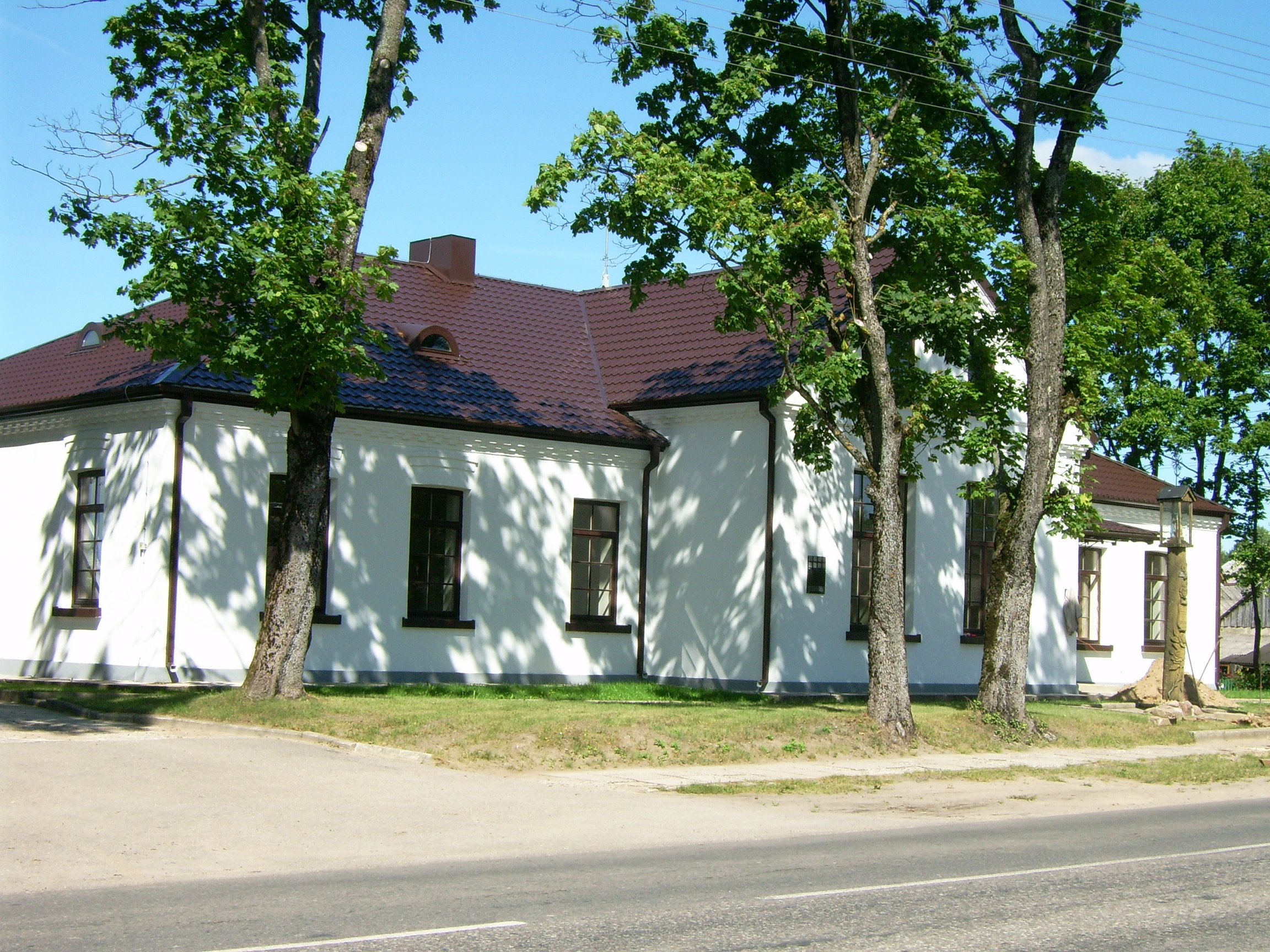
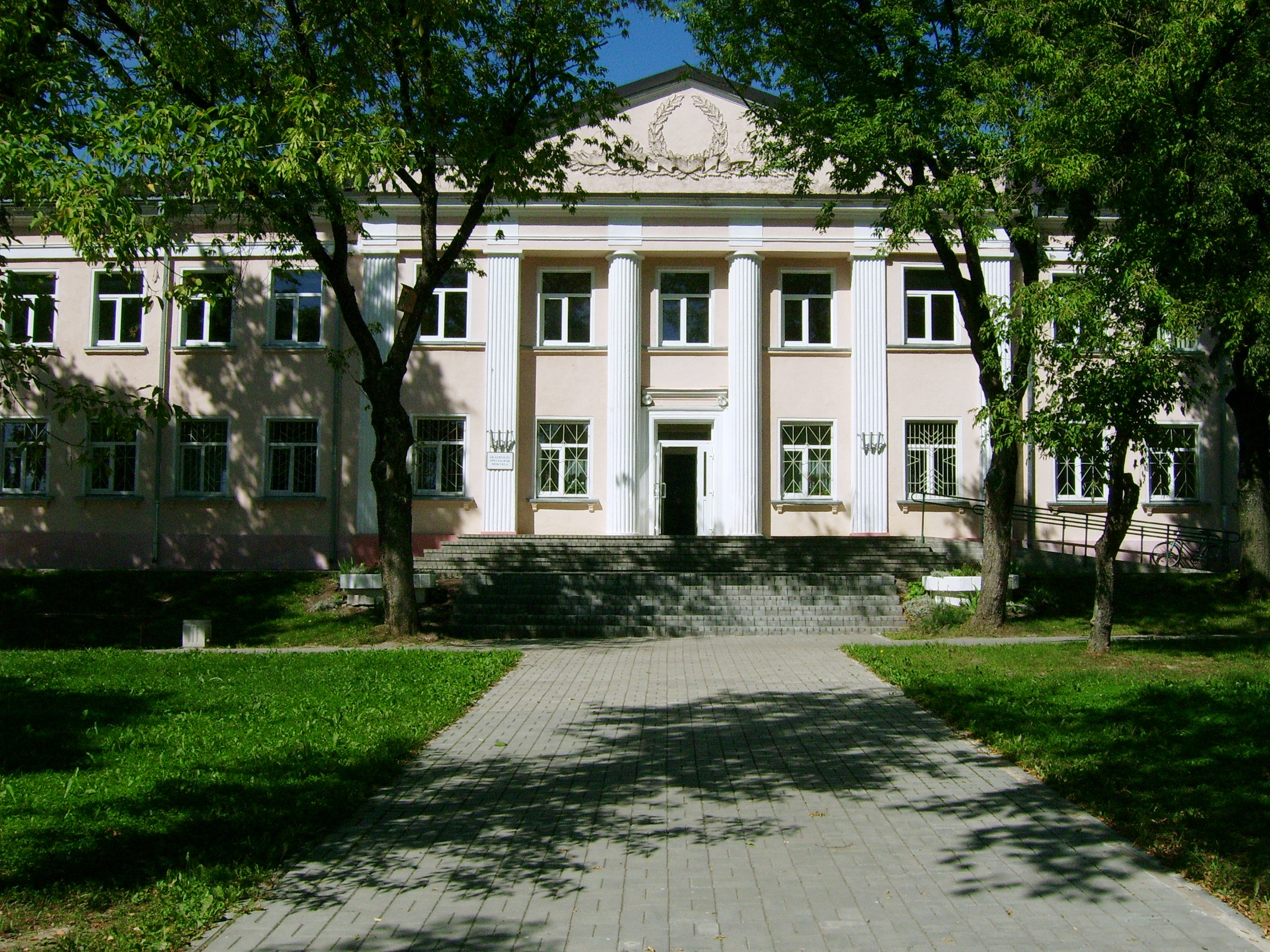
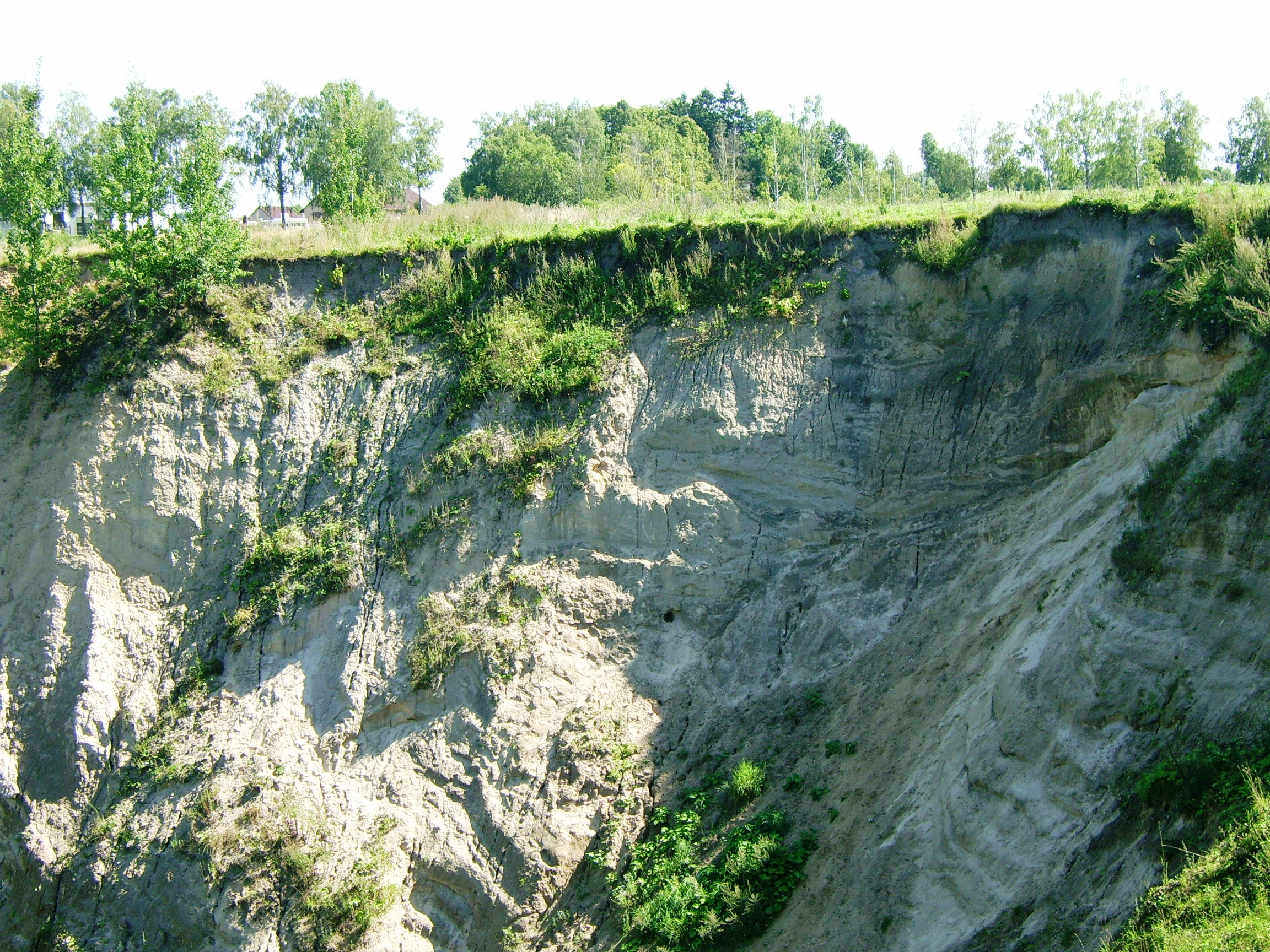
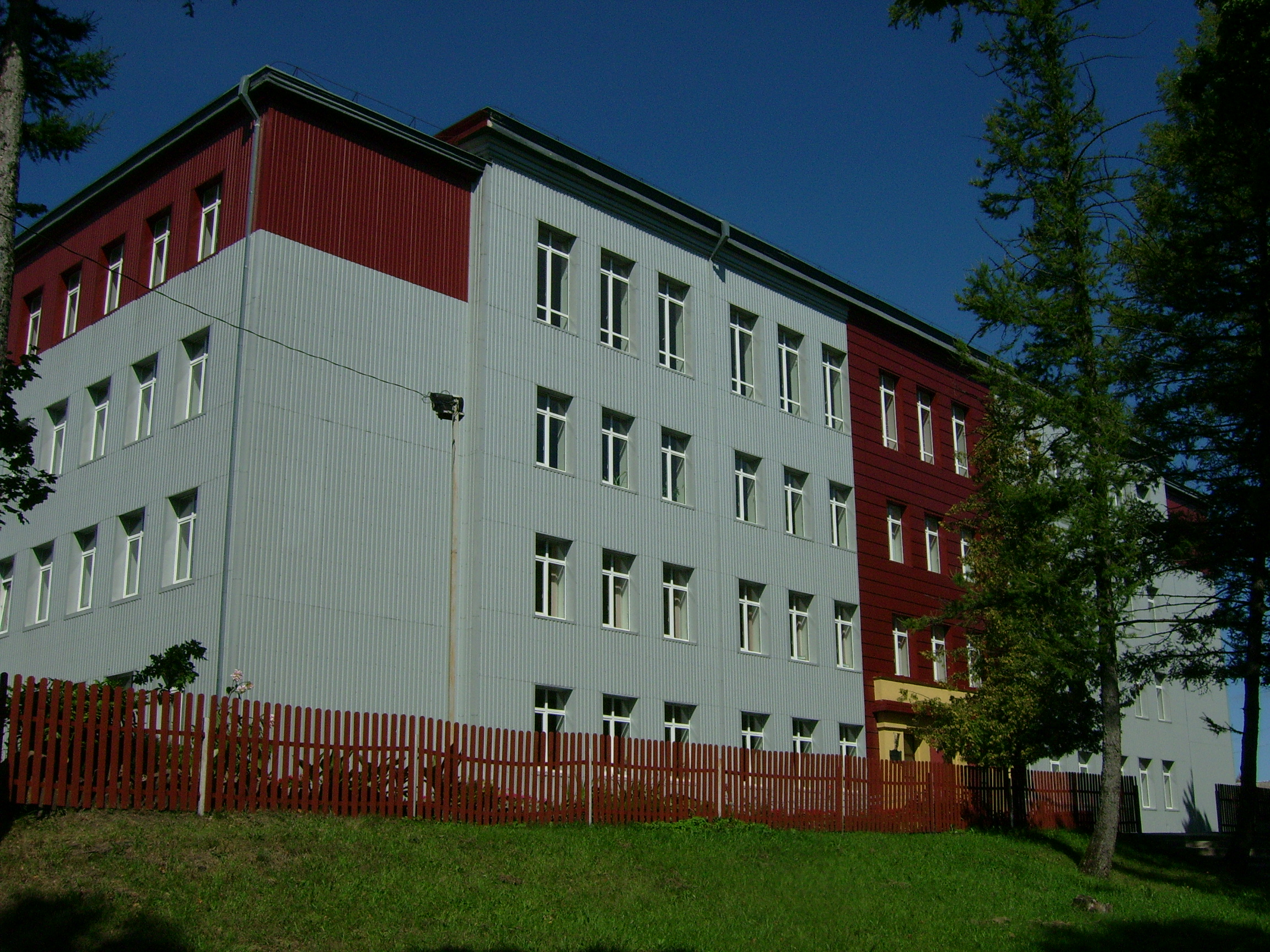